# Carral
Carral là một đô thị của Tây Ban Nha ở tỉnh A Coruña trong cộng đồng tự trị của Galicia. Diện tích là 48 km², dân số là 5453 (đánh giá 2004) và mật độ dân số là 113.6 người/km²